# Emersacker
Emersacker er en kommune i Landkreis Augsburg i Regierungsbezirk Schwaben i den tyske delstat Bayern, med med godt 1.400 indbyggere. Den er en del af Verwaltungsgemeinschaft Welden.

## Geografi
Emersacker ligger ca. 25 kilometer nordvest for Augsburg ved kanten af Holzwinkels i Naturpark Augsburg-Westliche Wälder. Gennem Emersacker løber Laugna, der er en biflod til Zusam.